# ナチス第三の男
『ナチス第三の男』（ナチスだいさんのおとこ、The Man with the Iron Heart、フランス語題：HHhH）は、2017年のフランス・イギリス・ベルギーの伝記映画。
監督はセドリック・ヒメネス、出演はジェイソン・クラークとロザムンド・パイクなど。
第二次世界大戦中、その冷徹極まりない手腕から「金髪の野獣」と呼ばれナチス親衛隊No.2となったラインハルト・ハイドリヒを描いた映画。ゴンクール賞最優秀新人賞受賞を受賞し、2014年の本屋大賞翻訳部門で第1位を獲得したローラン・ビネ原作の小説『HHhH プラハ、1942年』の映画化作品。

## キャスト
※括弧内は日本語吹替。
- ラインハルト・ハイドリヒ: ジェイソン・クラーク（小山力也）
- リナ・ハイドリヒ（ドイツ語版）: ロザムンド・パイク（魏涼子）
- ハインリヒ・ヒムラー: スティーヴン・グレアム
- ヤン・クビシュ（チェコ語版）: ジャック・オコンネル（峰晃弘）
- ヨゼフ・ガプチーク: ジャック・レイナー（関口雄吾）
- アンナ・ノヴァク: ミア・ワシコウスカ（小若和郁那）
- ヴァーツラフ・モラヴェク（チェコ語版）: ジル・ルルーシュ
- ヨゼフ・ヴァルチーク（チェコ語版）: トム・ライト（英語版）
- アドルフ・オパールカ（チェコ語版）: エンツォ・チレンティ（英語版）
- ハインリヒ・ミュラー: ジェフ・ベル（英語版）
- ヴァルター・シェレンベルク: フォルカー・ブルッフ
- カール・ヘルマン・フランク: バリー・アツマ（ドイツ語版）
- クラウス・ハイドリヒ: デラエット・イグナセ
- アタ・モラヴェク: ノア・ジュープ

## 製作
映画はエンスラポイド作戦を描いたローラン・ビネの小説『HHhH プラハ、1942年』を原作としている。原作およびフランス語版のタイトルは当時のナチス・ドイツで流れたジョーク「ヒムラーの頭脳、すなわちハイドリヒ（Himmlers Hirn heißt Heydrich）」に由来している。セドリック・ヒメネスはデヴィッド・ファー、オードリー・ディワンと共同で脚本を執筆し、レジェンド・フィルム、アダマ・ピクチャーズ、フィルムネイション・エンターテインメント、エコーレイク・エンターテインメントから資金提供を受けて映画を製作した。プロデューサーとしてアライン・ゴールドマンとサイモン・イストレイネンが参加している。2015年10月28日、アメリカでの配給のためワインスタイン・カンパニーが製作に参加した。9月14日からプラハとブダペストで主要撮影が開始され、2016年2月1日に終了した。

## 作品の評価
Rotten Tomatoesには9件のレビューが寄せられ、支持率67%、平均評価5.8/10となっている。
Metacriticには賛否混在のレビューが1件のみ寄せられている。

## 関連作品
エンスラポイド作戦を題材とした映画。
- 死刑執行人もまた死す
- ヒットラーの狂人
- 暗殺
- 抵抗のプラハ
- 暁の7人
- ハイドリヒを撃て!「ナチの野獣」暗殺作戦